# Мисливець за головами
Мисливець за головами (англ. Bounty Hunter, буквально «мисливець за винагородою») — людина, яка за грошову винагороду розшукує і затримує (або вбиває) злочинців-утікачів і дезертирів, а також осіб, підозрюваних у скоєнні злочинів, які не з'явилися на судове засідання в призначений час. Також мисливцями за головами (англ. headhunter) називають людей, які підшукують працівників для роботодавців (вид рекрутингу).

## Історія виникнення
Інститут розшуку злочинців-утікачів і осіб, які ухиляються від суду, приватними особами характерний для країн англосаксонської правової родини і бере свій початок з острівної Англії, де поліція, як централізована організація, була відсутня до XIX століття. У той час осіб, які професійно розшукували злочинців, іменували «мисливцями за злодіями». Причому їх могли наймати як уряд, так і забезпечені громадяни. Показово, наприклад, що один із найвідоміших британських ловців злодіїв XVII—XVIII століть Джонатан Вайлд, був одночасно й найвідомішим англійським злочинцем того часу.
Розвинувшись у Сполучених Штатах, інститут «мисливців» спочатку не мав чітко окресленого правового характеру. Злочинці або ж особи, запідозрені у скоєнні аморальних діянь, просто оголошувалися в розшук із винагородою за їхнє піймання або вбивство. При цьому оголошувач міг не описувати причини розшуку — досить було вказати велику грошову суму. Така практика була однією з головних відмінностей англосаксонської від романо-германської правової системи, де для розшуку з метою арешту / вбивства було потрібне рішення судового органу або посадової особи, яка відає питаннями правосуддя. У країнах англосаксонської системи достатньо було приватної ініціативи, а саме — плаката із зазначенням суми і портретом розшукуваного або оголошення в газеті такого ж змісту (Wanted. Dead or alive).
Розшук міг провадить будь-хто, навіть представники офіційної правової системи: шериф міг залишити свою дільницю й відправитися в інший штат для розшуку людини, за яку обіцяно велику винагороду. Це призвело до виникнення цілої соціальної касти, що проіснувала до появи сучасної американської поліції.
У XXI столітті інститут «мисливців за головами» є скоріше архаїчним пережитком епохи в історії США, коли основним джерелом права була зброя (Law of the gun). Але формально подібна практика досі не заборонена, що дозволяє вільнонайманим фахівцям займатися розшуком осіб, які уникають суду або не з'явилися до суду вчасно.

## Законодавство США
Сполучені Штати — одна з двох країн, поряд з Філіппінами, що має правовий інститут «мисливців за головами». У США це пов'язано, перш за все, з особливістю американської юридичної системи — надзвичайної поширеністю «звільнення під заставу» (до суду). Нерідко спокуса піти від відповідальності переважує, і людина тікає з-під застави. У таких випадках на гроші заставодавця (поручителя) нерідко наймають «мисливців».
У Сполучених Штатах існує практика страхування відповідальності за неявку в суд відповідача, звільненого під заставу (Bail bond), причому страхувальниками («залогодателями») в даному випадку виступають банки і страхові компанії, що укладають відповідні договори з окружними судами. На представників цих фінансових установ (Bail agent або Bail bondsman) і покладається відповідальність (в першу чергу — фінансова) за представлення відповідача перед судом. Своєю чергою, вони видають підряди на затримання осіб, які не з'явилися на засідання суду у встановлений термін, або просто наймають конкретних фахівців, що розшукують злочинців за винагороду.
У справі Тейлор проти Тейнтора (Taylor v. Taintor) 1872 року Верховний суд ухвалив, що людина, під наглядом якої перебуває обвинувачений, так само як і частина його застави, має право на повернення обвинуваченого. Більшість мисливців за головами наймалися поручителями (юридичними та фізичними особами, які мають ліцензію на звільнення заарештованого під заставу). Мисливцеві виплачували частину застави, яку утікач заплатив на початку. Саме поручитель, а не мисливець, несе відповідальність за подальше майнове право на заставу. Він же і визначає суму винагороди за затримання особи, що ховається від суду.
Мисливець за головами є для поручителя гарантією того, що його клієнти в підсумку постануть перед судом. Мисливці щорічно відловлюють до 30 тисяч осіб, що переховуються від правосуддя, тобто приблизно 88 % від загального числа втікачів. У сучасній практиці мисливців за головами часто називають більш політкоректно: «агенти із заставного правозастосування» або ж «агенти із заставного стягнення з утікачів».
Також часто мисливців за головами називають скіптрейсерами (Skiptracer, «той, що вистежує»), проте цей термін у даному випадку не зовсім коректним. Хоча мисливці за головами можуть одночасно бути й скіптрейсерами, власне «скіптрейсінг» означає пошуки «слідів» людини за домогою менш прямих методів, ніж переслідування і затримання. Скіптрейсери зазвичай займаються приватним розшуком або збором боргів і податків. Скіптрейсінг відноситься не тільки до розшуку втікачів, які порушили кримінальний кодекс, а й до втікачів у цивільних справах, які ухиляються від сплати аліментів тощо.
У США мисливці за головами мають різний рівень повноважень залежно від законів штату, в якому вони ведуть свою діяльність. На основі прецеденту справи «Тейлор проти Тейнтора» мисливець за головами має право на несанкціонований вхід на територію, що є приватною власністю втікача, з подальшим повторним арештом на попередній підставі.
У деяких штатах мисливці не проходять офіційну підготовку і, в основному, не мають ліцензій; їм досить отримати відповідну санкцію від поручителя або ж доставити до них затриманого. В інших штатах навпаки — ліцензування та підготовка є обов'язковими. Так, у Каліфорнії мисливці повинні пройти перевірку біографії і різні підготовчі курси для виконання вимог статей кримінального кодексу. У більшості штатів мисливцям за головами заборонено носити вогнепальну зброю без відповідного дозволу. У Луїзіані мисливці зобов'язані носити спеціальну уніформу. У Кентуккі полювання за головами заборонено взагалі, адже в законодавстві штату не передбачена система поруки. У штаті Техас мисливцями за головами можуть бути поліцейські і працівники інших правоохоронних органів, приватних охоронних підприємств тощо.
Законодавчі обмеження штату часто накладаються на мисливців з інших адміністративно-територіальних одиниць США. Тобто підозрюваний може тимчасово піти від повторного арешту, якщо він вступить у володіння штату, де юридичні права мисливців обмежені, або взагалі не мають законної сили. Проте, найчастіше відсутній механізм застосування відповідальності за подібні порушення (незаконний арешт), що дозволяє фахівцям із розшуку осіб, які переховуються від суду, без проблем затримувати втікачів на всій території Сполучених Штатів.

## Відомі представники професії

### Відомі мисливці за нагородами
- Доміно Гарві (про неї був знятий однойменний художній фільм «Доміно»);
- Двейн Лі Чепмен на прізвисько «Пес».

Див. також: List of bounty hunters (англ.)
Мисливець за головами є популярним персонажем у вестернах та творах інших жанрів.

### Відомі вигадані персонажі, які промишляли полюванням за нагородами
- «Людина без імені» (Блондинчик / Мандрівник / Стрілець) зі спагеті-вестернів Серджо Леоне;
- Джанго Фетт і Боба Фетт із кіносаги «Зоряні війни»;
- Рік Декард із фільму «Той, хто біжить по лезу»;
- Дедпул, персонаж Marvel Comics;
- Лобо, персонаж DC Comics;
- Доктор Кінг Шульц із фільму «Джанґо вільний»;
- Джон Рут на прізвисько «Вішатель», негр, майор Маркуіс Воррен — фільм «Мерзенна вісімка»;
- Ророноа Зоро (Roronoa Zoro);
- Спайк Шпігель — головний герой аніме «Cowboy Bebop»;
- Реллі / Ірен Вінсент — героїня аніме і манги «Gunsmith Cats»;
- Сержант Крос — персонаж гри «Need for Speed: Carbon»;
- Локдаун — персонаж із всесвіту «Трансформерів».
- Джонатан Дамон — персонаж фільму «Вільний мисливець»
- Джек Вейд — персонаж ігор «Headhunter» і «Headhunter Redemption»

## У кіно і літературі
У вестернах мисливці за головами зазвичай зображувалися як цинічні, але одночасно оточені ореолом романтики одинаки. Перших кіномисливців можна побачити у фільмі «Мисливець за головами» 1954 рік режисера Андре де Тота з Рендольф Скоттом у головній ролі. Популярність Стіву Макквіну принесла роль мисливця за головами Джоша Рендалла в телесеріалі «Розшукується живим або мертвим» (англ. Wanted Dead or Alive, 1958—1961). У 1987 році був знятий однойменний сиквел із Рутгером Гауером у ролі Ніка Ранделла, правнука Джоша. Примітно, що й останній фільм Макквіна «Мисливець» розповідав про його сучасника Ральфа Торсена, який також був мисливцем за головами. У фільмі «На декілька доларів більше» (1965) режисер Серджіо Леоне зобразив «убивць за винагороду», гонорар яких не залежав від того, був утікач повернений живим чи мертвим. Також стрільцем-мисливцем за головами є Іона Гекс, герой однойменних коміксів.
«Мисливці за головами» і «Мисливці за головами 2» — фільми 1996—1997 років, де головну роль зіграв Майкл Дудікофф. У 2011 році вийшов норвезько-німецький кримінальний трилер «Мисливці за головами» режисера Мортена Тильдума про рекрутингову компанію.
«Мисливська» традиція знайшла своє відображення в науково-фантастичних фільмах — мисливцями за головами були такі вигадані персонажі, як Боба і Джанго Фетт, Реллі Вінсент, Самус Аранта інші. У всесвіті «Зоряних воєн» присутня досить велика кількість мисливців за головами (наприклад, герой телесеріалу «Мандалорець»), хоча вони скоріше схожі на корисливих найманців: їх частіше наймають владні кримінальні структури, а не належні влади.
В аніме 1998—1999 і повнометражному фільмі 2001 та серіалі Netflix 2021 року «Ковбой Бібоп» через існування безлічі непересічних і незв'язаних юрисдикцій різних планет і космічних станцій, професія мисливців за головами є досить поширеною; саме таким чином головні герої заробляють собі на життя.
Персонажа Ріддіка у фільмах «Цілковита пітьма» і «Хроніки Ріддіка» часто переслідують мисливці. У першому фільмі дилогії його конвоює до в'язниці мисливець за головами Блакитноокий диявол Джонс. У другій частині кілька разів ловив мисливець на ім'я Безпринципний Тумбс, який заради власної вигоди міг запросто кинути в біді свого напарника. У третій частині Ріддіка переслідують уже дві групи мисливців-конкурентів.
Вигаданий персонаж Стефані Плам, головна героїня романів Джанет Іванович, також була мисливцем за головами в Нью-Джерсі.
Художній фільм «Козирні тузи» (2006) розповідає про те, як для повернення обвинуваченого в низці злочинів естрадного ілюзіоніста Бадді Ізраеля, який втік в інший штат, ряд кримінальних структур найняли незалежно одна від одної відразу кілька загонів мисливців за головами, серед яких виявилися як професійні вбивці, так і дилетанти, які вважають, що замовник хоче смерті Ізраеля. Паралельно з цим за Ізраелем полювали агенти ФБР, для яких він представляв інтерес як цінний свідок у справі проти італійської мафії.
У «Сімпсонах», в першій серії 20-го сезону «Sex, Pies and Idiot Scrapes» (KABF17) Гомер і Нед вирішили стати мисливцями за головами.
У фільмі «Джанґо вільний» (режисер Квентін Тарантіно) герої Джанґо (актор Джеймі Фокс) і Доктор Шульц (Крістоф Вальц) на шляху до своєї мети ловлять пропащих негідників і вбивць, залишаючи за собою в основному трупи.
У серіалі «Якось у казці» головна героїня Емма Свон до початку основних подій була мисливцем за головами.
У серіалі «Менталіст» брат і племінниця головної героїні Терези Лисбон займаються затриманням злочинців.
У серіалі «Люцифер» одна з головних героїнь, демон Мейзікін, у середині другого сезону стає мисливцем за головами.
У серіалі «Мандалорець» головний герой — мисливець за головами Дін Джарін із клану мандалорцев на околиці Нової Республіки виконує різні замовлення щодо піймання злочинців, і в ході виконання одного з них знаходить Малюка, представника раси майстра Йоди.
«Зубастики. Мисливець за головами» (2014) — американський короткометражний фільм жахів, що є продовженням франшизи «Зубастики».
«Слідопит» — телесеріал 2024 року, головний герой-«винагороджувальник» якого розшукує зниклих людей (та предмети), а також затримує злочинців.

## Подібні професії

### Реальні
- Мисливець на злодіїв
- Гай Гісборн

### Вигадані
- Мисливець за вампірами
- Відьмак
- Мисливці всесвіту «Надприродного»
- Персонажі фільму «Мисливці за відьмами»
- Персонаж фантастичного фільму «Останній мисливець»
- Останній мисливець на відьом
- Дівчинка-кіборг Ґалі, головна героїня манґи та аніме «Battle Angel Alita»
- Мисливці на тролів
- Мисливець на монстрів